# De grasmobiel
De grasmobiel is het 65ste stripverhaal van Jommeke. De reeks wordt getekend door striptekenaar Jef Nys.

## Personages
- Jommeke
- Flip
- Filiberke
- professor Gobelijn
- Theofiel
- Marie
- kleine rollen : Pekkie, Al-Ben-Zin, Zamar, Zeron, ...

## Verhaal
Professor Gobelijn licht Jommeke en Flip in over zijn nieuwe uitvinding : een middel om gras om te zetten in energie. Dit moet de benzine voor auto's vervangen. Bij een mislukte proefneming van Jommeke vliegt zijn vaders auto echter in de lucht. Enige tijd nadien ontwikkelt de professor echter een prototype van zijn nieuwe auto voor Jommeke : de grasmobiel. Een houten auto die op gras rijdt en die van enkele snufjes is voorzien zoals een springfunctie en beveiliging met een bokshandschoen. Jommeke krijgt de opdracht hem uit te testen. Wanneer zijn vader Theofiel meerijdt, moet Jommeke de springfunctie al een keer uittesten om een kudde overstekende koeien te vermijden. Samen met Filiberke test hij de wagen verder. Een nieuwsgierige agent wordt met de bokshandschoen uitgeschakeld en een politiewagen slaagt er niet in hen te pakken omdat de grasmobiel heel snel kan rijden.
Wanneer de grasmobiel even van de baan afwijkt om gras af te rijden, wordt de wagen opgemerkt door een oliesjeik., Al-Ben-Zin. Die beveelt twee handlangers van hem, Zamar en Zeron, om de grasmobiel te vernietigen en de uitvinder ervan te ontvoeren. Met een helikopter zetten de twee boeven de achtervolging in, maar Jommeke kan met de grasmobiel ontsnappen. Ze besluiten om uit de handen van de gangsters te blijven door aan een Formule 1-wedstrijd deel te nemen die dan aan de gang is. Met hun houten bak vallen ze meteen op langs het parcours. Ze vernemen dat de wedstrijd nog maar pas begonnen is en besluiten aan de wedstrijd deel te nemen. Ze passeren alle snelle wagens en slagen erin hun achterstand weg te werken. Via de televisie komt de wereld op de hoogte van de houten wagen. Ook Jommekes ouders en de professor zijn hiervan getuige. Tijdens de wedstrijd moeten de vrienden even de piste verlaten om gras bij te tanken, waarop de boeven hen proberen te overmeesteren. Ze worden echter door de ingebouwde bokshandschoen uitgeschakeld. Terug in de wedstrijd halen de vrienden hun achterstand terug in. Ze lijken te winnen, maar een Italiaanse racer steekt hen vlak voor de meet voorbij. Door de springfunctie slagen ze er toch in om over de Italiaan te springen en de race te winnen. Door de wedstrijd is de wereld op de hoogte van de grasmobiel en wordt de professor door de hele wereld gehuldigd. Het verhaal eindigt wanneer Jommeke met zijn ouders in een nieuwe grasmobiel rondrijdt.

## Achtergronden bij dit verhaal
- Dit is een van de populairste Jommekesalbums. In een bevraging van stripspeciaalzaak.be-lezers eindigde het album op nummer 5.[1]
- Dit album speelt zich af in de nasleep van de oliecrisis van de jaren 1970. De stijgende brandstofprijzen, vooral voor voertuigen, waren een dagelijkse zorg voor velen. De uitvinding van de professor voor een duurzame groene energiebron speelt hierop in.